# Papun
Papun és una ciutat de l'estat Karen o Kayin a Birmània, capital del township de Hpapun, a la riba oriental del riu Yunzalin a 18° 03′ N, 97° 28′ E / 18.050°N,97.467°E entre dues serralades. Antigament, sota domini britànic, fou la capital del districte del Salween. La població el 1901 era de 1.422 habitants amb xans, karens, karennis i birmans.